# 90526 Paullorenz
90526 Paullorenz è un asteroide della fascia principale. Scoperto nel 2004, presenta un'orbita caratterizzata da un semiasse maggiore pari a 2,3232217 UA e da un'eccentricità di 0,0465446, inclinata di 6,35924° rispetto all'eclittica.